# Queijo de Nisa

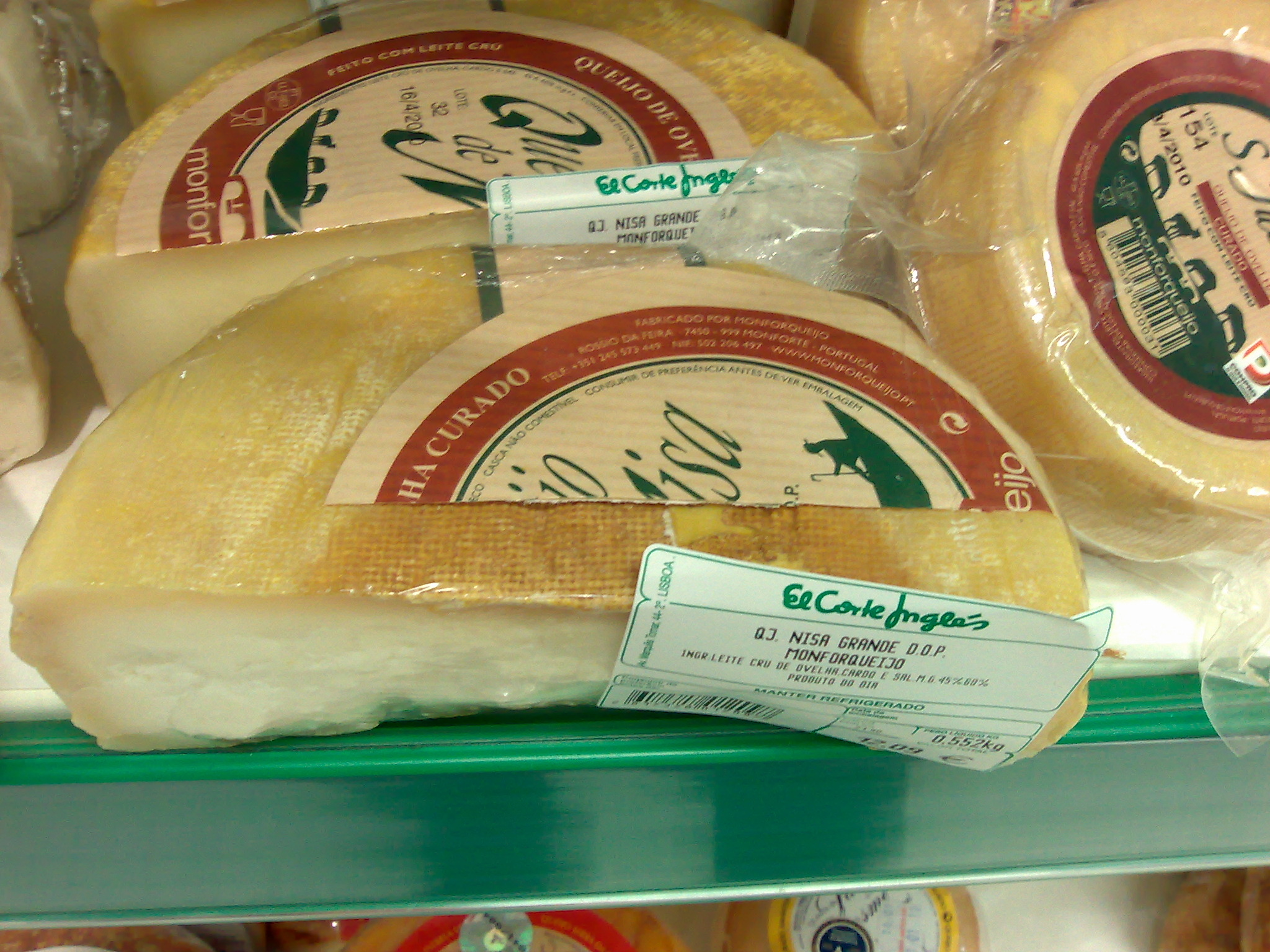
Queijos de Nisa grandes.

Queijo de Nisa é um queijo português oriundo da localidade de Nisa, na região do Alto Alentejo. Constitui uma denominação de origem protegida, de acordo com as normas da União Europeia.
Fabricado com leite de ovelha, é um queijo duro ou semi duro, curado, de cor entre o branco e o amarelo. A sua produção envolve a coagulação do leite cru, após a qual se procede ao esgotamento da coalhada, lentamente, usando uma infusão de cardo.
Em tamanho pequeno, apresenta um peso entre 200 e 400 g. Em tamanho normal, apresenta entre 800 e 1300 g.
A sua casca apresenta-se maleável após o fabrico, endurecendo com o tempo. Emana um aroma pronunciado, apresentando um paladar algo acidulado.
Para além do concelho de Nisa, é também produzido nos concelhos de Castelo de Vide, Crato, Portalegre, Marvão, Arronches, Alter do Chão e Monforte.
O queijo de Nisa DOP é obtido a partir de leite cru de ovelha, da raça regional Merina Branca. Trata-se de um queijo curado, de pasta semi-dura e cor branca amarelada.

## Método de produção
Inicia-se o processo de fabrico adicionando coalho vegetal (Cynara cardunculus L.) ao leite à temperatura de 25 a 28 ºC, durante 45 a 60 minutos. Após este processo, ocorre o primeiro corte da coalhada, de forma a remover parte do soro. De seguida, transfere-se a coalhada para os cinchos, dando-se a mexedura manualmente e a salga.
Por último, ocorre a maturação, que compreende 2 fases. A primeira tem a duração de 15 a 18 dias e ocorre à temperatura de 8 a 10 ºC, à humidade relativa de 80 a 90%, enquanto que segunda, dura 30 a 40 dias e ocorre à temperatura de 10 a 14 ºC e humidade relativa de 85 a 90%.

## Características particulares
O queijo de Nisa DOP é produzido por queijarias locais, principalmente na localidade de Tolosa (concelho de Nisa), e famosas em todo o país pela qualidade dos seus queijos, que permanecem artesanais.
Pode apresentar-se no formato de “merendeira”, com diâmetro de 10 a 12 cm e peso de 200 a 400 g. Ou no original, com diâmetro de 13 a 16 cm de diâmetro e peso de 800 a 1300 g.
Possui sabor ligeiramente ácido e aroma intenso.

## Área de produção
A área geográfica de produção abrange os concelhos de Nisa, Crato, Castelo de Vide, Marvão, Portalegre, Monforte, Arronches e Alter do Chão, no distrito de Portalegre.

## História
O queijo de Nisa DOP é conhecido desde longa data na região do Alentejo, suficiente para ser mencionado por António Maria Horta Camões, em 1901. Tem feito parte do quotidiano do povo de Portalegre há várias gerações, sendo a principal fonte proteica dos habitantes, que tinham, na sua generalidade, um regime alimentar muito pobre.

## Produtores de Queijo de Nisa
Os produtores de Queijo de Nisa são nove no total:
- Manuel Francisco Ferrer Miguel Cardoso (Monte Queimado)
- Carloto & Carloto, Lda.
- Belqueijo, Lda.
- Laticínios Leitão, Lda.
- Queijos Fortunato, Lda.
- Queijaria Matias
- Sotonisa - Sociedade de Laticínios, Lda.
- Louro & Louro, Lda.
- Queijaria Monte Claro

## Valor económico
Segundos dados de 2019, foram produzidos neste ano cerca de 38.210 kg de Queijo de Nisa DOP, sendo o sétimo queijo com DOP mais produzido em Portugal (cerca de 2% da produção nacional).

### Produção
O sistema produtivo do Queijo de Nisa DOP é composto por 14 explorações abastecedoras de leite e um número não identificado (valor confidencial) de queijarias certificadas (dados de 2020).